# La Cubana
La Cubana es una compañía de teatro española creada en 1980 en Sitges (Barcelona, España), por Vicky Plana y Jordi Milán (actual director) con vocación de compañía aficionada y profesionalizada en 1983. Es actualmente una de las compañías españolas más prestigiosas en el género de la comedia.
Funciona como colectivo coral, con gran número de actores que hacen de todo: actuar, coser los vestidos, pintar el escenario, montar, cargar, y descargar. Conciben el trabajo del artista como un todo y, a pesar de la profesionalización a la que han llegado, nunca han querido perder el espíritu de las pequeñas compañías de teatro en la que el artista debe hacer de todo.
Actúan tanto en catalán como en castellano. Todas sus obras se basan en temas cotidianos, a los que se les da la vuelta y se les pasa por el tamiz de la exageración, la ironía y el humor. Por ello, su fuente de inspiración principal es la observación de la sociedad que los rodea.
En todos sus montajes siempre hay unas constantes: el juego, la sorpresa, la transgresión de espacios y, sobre todo, unos personajes hiperbólicos e histriónicos, y la participación del público, que siempre desempeña un papel protagonista.
Sus mayores éxitos teatrales fueron Cómeme el coco, Negro, de Jordi Milán, en 1989, y Cegada de amor (1994). Estas obras dispararon la fama y el prestigio de la compañía, les abrieron las puertas de escenarios de todo el mundo, y las de la televisión.
En La Cubana debutaron actores populares como Santi Millán, Yolanda Ramos o José Corbacho.

## Obras de teatro
- 1981: Dels Vicis Capitals. De Llorenç Moyà Gilabert de la Portella y Josep Ma. Perea.
- 1982: Agua al Siete, de Josep María Perea.
- 1983: Cubana’s Delikatessen, de Jordi Milán.
- 1986: La tempestat, de Jordi Milán, Vicky Plana y Josep M. Perea, basada en la obra homónima La tempestad de Shakespeare.
- 1988: Cubanades a la carta', de Jordi Milán.
- 1989: Cómeme el coco, negro, de Jordi Milán.
- 1992: Cubana Marathon Dancing, de Jordi Milán, Santi Millán y José Corbacho.
- 1994: Cegada de amor, de Jordi Milán, José Corbacho, Joaquin Oristrell y Fernando Colomo.
- 1999: Equipatge per al 2000. De Jordi Milán, Dani Freixas y Oriol Pibernat.
- 2001: Una nit d'òpera, de Jordi Milán.
- 2003: Mamá, quiero ser famoso, de Jordi Milán.
- 2008: Cómeme el coco, negro (Reposición).
- 2012: Campanades de boda, de Jordi Milán.
- 2016: Gente bien, de Jordi Milán basada en la obra de Santiago Rusiñol.
- 2019: Adiós Arturo, de Jordi Milán.

## Televisión
- El día por delante. Programa de entretenimiento. Televisión española (1989-1990)
- Per Cap d’Any TV3, no fa res. Programa especial. TV3 (1990).
- Els Grau. TV3 (1991–1992).
- Teresina, S. A. Comedia de situación. TV3 (1992-1993).
- La Telecena. Programa especial de Nochebuena. TVE (1994).
- Me lo dijo Pérez. Comedia de situación y magazine. Tele 5 (1999).